# Епентеза
Епентезата е фонологично явление, при което в думата се вмъкват една или повече фонеми, най-често в първата сричка (протеза) или в последната сричка (парагога).
В българския език епентезата се наблюдава главно в остатъци от характерното за останалите южнославянски езици вмъкване на „л“ след съгласните „б“, „п“, „в“ и „м“ при образуването на отглаголни съществителни и свършени глаголни форми („престъпя“ → „престъпление“, „управа“ → „управление“, „земя“ → „земляк“). Епентеза се среща много рядко и в някои диалектни форми, като „жребец“ → „ждребец“, „сред“ → „стред“, „власи“ → „власци“.
Противоположен на епентезата е процесът на елизия.